# 那覇市立神原中学校
那覇市立神原中学校（なはしりつ かみはらちゅうがっこう）は、沖縄県那覇市樋川二丁目にある公立中学校。
那覇市の都心部東側に位置し、周囲には公共施設が多い。北寄りに那覇市立神原小学校が隣接している。

## 沿革
- 1961年（昭和36年）
  - 7月 - 那覇教育区立与儀中学校として認可、那覇中学校・上山中学校・真和志中学校・寄宮中学校の各校から分離し開校。29学級、生徒数1453名。
  - 8月 - 那覇教育区立神原中学校に校名変更。
  - 11月 - 校章制定。
- 1966年（昭和41年）2月 - 校歌制定。
- 1972年（昭和47年） - 沖縄復帰により、那覇市立神原中学校と改称。
- 1986年（昭和61年）3月 - 卒業式に際し、卒業生が日の丸を倒す事件が発生（海邦国体も参照）。

## 周辺
- 那覇市立神原小学校
- 那覇警察署
- 那覇東郵便局
- 与儀公園
- 沖縄県立図書館
- 那覇市民会館
- 那覇市立図書館

## アクセス
- 神原または与儀十字路バス停にて下車
- 国道330号沿い

## 著名な有名人
- 二階堂ふみ
- 與那城奨
- 神谷健太
- 平良達郎
- 洲鎌夏子